# Upplands runinskrifter 691
Upplands runinskrifter 691 är en vikingatida (mitten av 1000-talet) runsten av mörk grovkornig granit i Söderby, Aspö socken och Strängnäs kommun. Runstenen är 2,9 meter hög och l meter bred. Runhöjden är 10 centimeter. Stenen har en runslinga utefter kanterna, en bild av ett fyrfotadjur samt en ryttare till häst.

## Inskriften
Translitterering av runraden:
birn : lit : risa : s--- ...- : iftiʀ : sterbirn sun sin : mrþan : kristr : hilbi : anta : hans
Normalisering till runsvenska:
Biorn let ræisa s[tæin þennsa] æftiʀ Styrbiorn, sun sinn myrðan. Kristr hialpi anda hans.
Översättning till nusvenska:
Björn lät resa (denna sten) efter Styrbjörn, sin mördade son. Kristus hjälpe hans ande.